# Dvanáctá karta
Dvanáctá karta (anglicky The Twelfth Card) je šestá část ze série knih o Lincolnu Rhymovi Jefferyho Deavera.

## Děj
Příběh začíná v afroamerickém muzeu napadením mladé dívky jménem Geneva Settle. Geneva žije a studuje v Harlemu. V muzeu se snaží získat nějaké informace o svém předkovi Charlesi Singeltonovi pro svůj domácí úkol.
Útočníkem je Thompson Boyd – bezcitný sériový vrah, který nějaký čas strávil ve vězení. Ačkoliv je zkušeným profesionálem, zanechává při každém pokusu o Genevino zabití nějaké stopy, které pak přivádějí Lincolna, Amelii, Lona Sellitta a další policisty, kteří se na vyšetřování podílejí, blíže k jeho úkrytu.
Během vyšetřování se objevuje několik motivů, které by mohly Boyda vést k tomu, aby Genevu zabil. Vyšetřovatelé tak berou v úvahu teroristický útok (jehož plánování měla být Geneva svědkem) nebo tajemství jejího předka (od ukrytého pokladu se dostanou až k možnosti zpochybnění části americké ústavy).
Na scéně se také objeví další vrah, který se snaží Genevu zabít, ale také se ukáží její záhadní rodiče (tedy alespoň jeden z nich). V této knize se také poprvé objevuje "zelenáč" Ron Pulaski, se kterým se setkáme i v dalších dílech série o Lincolnu Rhymovi.

## Název
Název díla vychází z důkazu, který útočník Thompson Boyd zanechal na místě činu v muzeu. Jedná se o dvanáctou kartu z balíčku tarotových karet – visící muž, aniž by se jednalo se o oběšence.